# Monastère de Thiksey
Le monastère de Thiksey ou Thiksey Gompa (également translittéré du ladakhi en Thikse, Thiksay ou Tikse) est un monastère bouddhiste affilié à l'école gelugpa du bouddhisme tibétain. Il est construit dans la vallée de l'Indus au Ladakh, sur le sommet d'une colline à 3 600 m d'altitude qui surplombe Thiksey, un village situé à 19 km, à l'est de Leh, la capitale du Ladakh, (tibétain : གླེ, Wylie : gle, THL : lé་ ; hindî : लेह, translit. iso : lēha), une ville du district du même nom, en Inde.
Thiksey Gompa est connu pour sa ressemblance avec le palais du Potala à Lhasa, au Tibet. C'est le plus grand gompa du Ladakh central, à l'intérieur duquel a été aménagé un ensemble de structures destiné aux religieuses et pour lequel il a donc été effectué une totale réorganisation de la construction.

## Histoire
Selon la légende, Sherab Zangpo et Palden Zangpo accomplissaient des rituels sacrés près du Temple Jaune. Les offrandes de torma ont ensuite été transportées sur un affleurement rocheux pour être jetées dans la vallée de la Noubra. Alors qu'ils s'apprêtaient à lancer le torma dans la vallée, deux corbeaux apparurent soudainement et emportèrent le plat cérémoniel avec l'offrande du torma. Ils ont ensuite placé le torma à un endroit de l'autre côté de la colline. Quand Palden Zangpo et ses disciples commencèrent à chercher le torma, ils arrivèrent à Thiksey, où ils trouvèrent que le corbeau avait placé le torma sur une pierre, intact et bien ordonné. Palden interpréta cet évènement comme une directive divine pour construire le monastère en ce lieu.

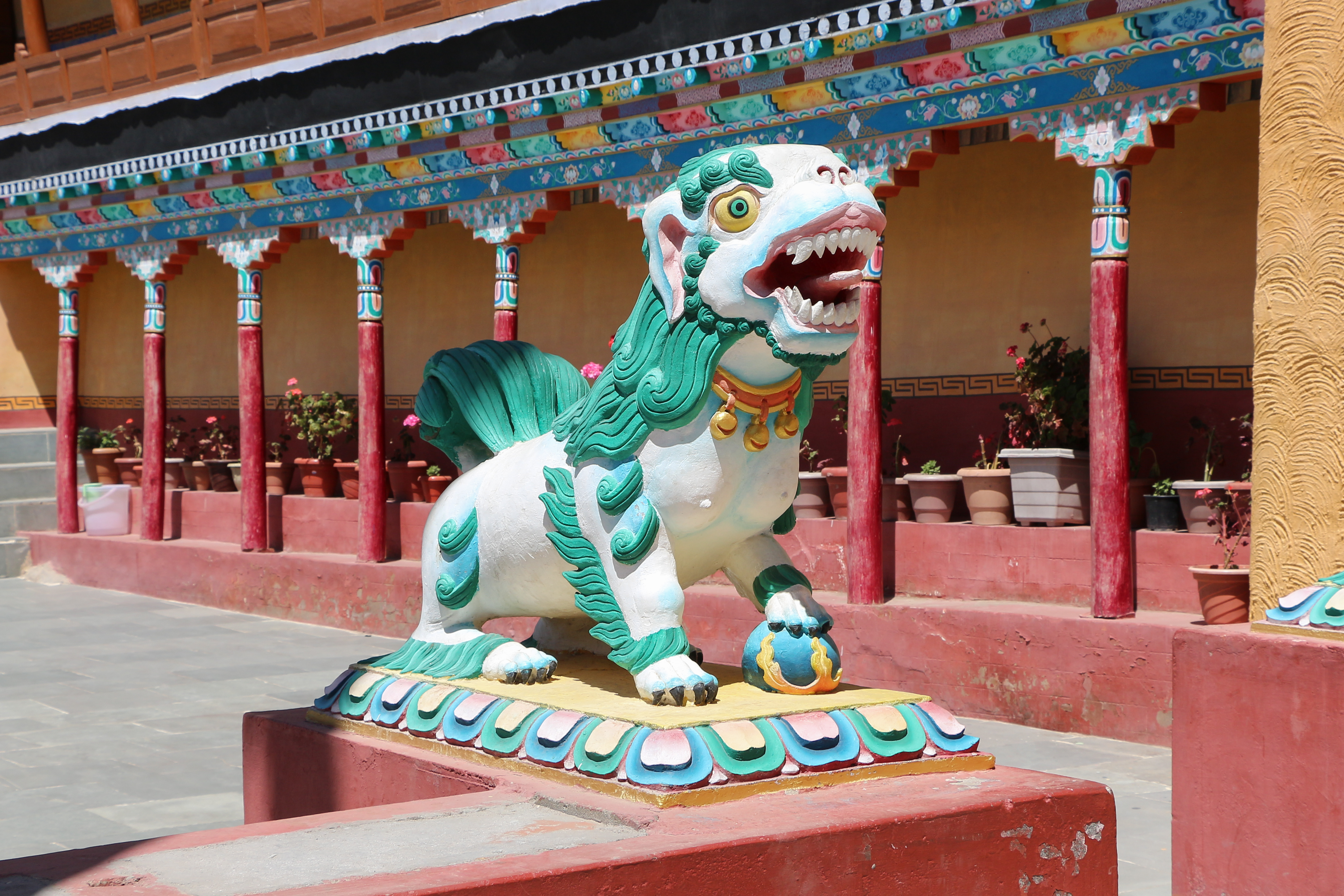
Représentation du lion des neiges au monastère de Thiksey.

Au début du XVe siècle, Tsongkhapa, le fondateur de l'école gelugpa envoya six de ses disciples dans des régions reculées du Tibet pour enseigner la doctrine de la nouvelle école. Il confia à l'un de ses disciples, Jangsem Sherab Zangpo ((bo)), une petite statue d'Amitayus (la sambhogakāya forme de Amitābha), contenant de la poudre d'os et une goutte de sang de Tsongkhapa, en le pressant de rencontrer le roi du Ladakh, avec pour mission, la propagation du bouddhisme.
Le roi séjournait près de Shey, dans la vallée de la Nubra apprécia le présent et l'autorisa en 1433 à fonder un petit monastère appelé Lhakhang Serpo (Temple jaune) dans le village de Stagmo, situé au nord de l'Indus.
Au milieu du XVe siècle, Palden Zangpo poursuivit le travail monastique commencé par son professeur Sherab Zangpo. Il fit construire un monastère plus grand sur la rive droite de l'Indus qui pris une importance considérable, juste après celle du monastère de Hemis, administrant dix autres monastères dans la région, Diskit, Spituk, Likir Gompa. L'hégémonie du monastère fut grande, il parvint à étendre ses terres sur 20 ha et à gérer 25 villages.

### Histoire moderne
La restauration des anciens monastères au Ladakh, y compris le monastère de Thiksey, est menée par l'Archaeological Survey of India, qui s'efforce de maintenir l'équilibre entre les anciens bâtiments avec les nouvelles structures. Le complexe sur douze étages abrite de nombreux objets de l'art bouddhique tels que des stupas, des statues, des thangkas, des peintures murales et des épées.

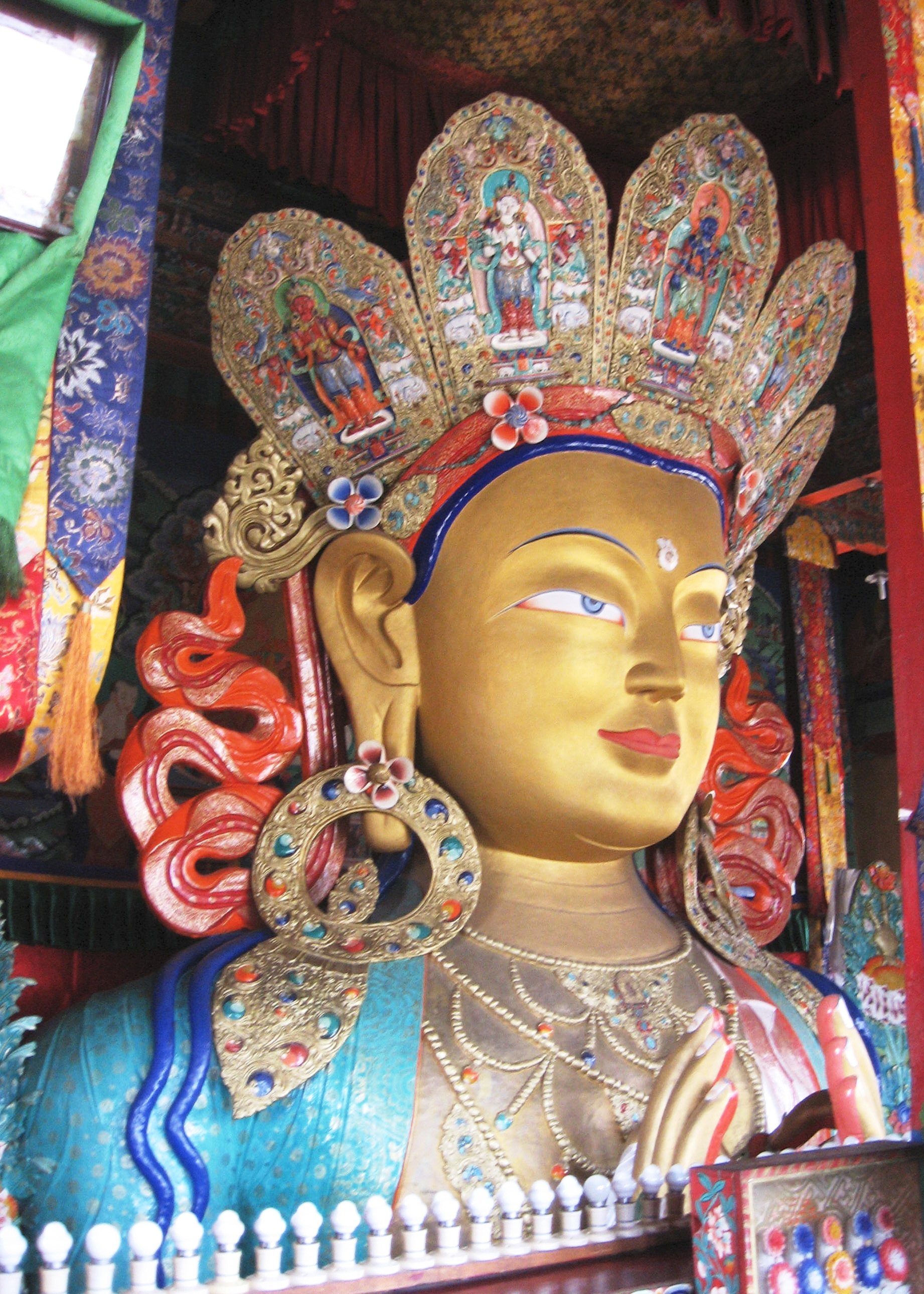
La statue du Bouddha Maitreya à Thikse établie sur deux étages.

### Bouddha Maitreya
Un des principaux points d'intérêt du complexe est le Temple de Maitreya (futur Bouddha) érigé pour commémorer la visite du 14e Dalaï Lama dans ce monastère en 1970. Il contient une haute statue de Maitreya, assis, haute de 15 m, sur deux étages du bâtiment. C'est la plus grande statue dans le monastère, qui a nécessité quatre années de travail dans la construction par les artistes locaux sous la direction du maître Nawang Tsering de l'Institut central des études bouddhistes de Leh.

## Festivals
Le festival annuel qui se déroule dans l'enceinte du monastère est connu pour le rituel de Gustor, qui se tient du 17 au 19e jour du neuvième mois du calendrier tibétain (octobre-novembre). Les démonstrations des danses de cham (tibétain : འཆམ་, Wylie : cham, THL : cham ; chinois : 跳欠 ; pinyin : tiàoqiàn, mongol : ᠴᠠᠮ, VPMC : cham, cyrillique : цам, MNS : tsam)  principalement associé à l'école gelug du bouddhisme tibétain.
Des mandalas en sable sont réalisés lors de ces festivals. Les prières du matin à 7 h, avec le chant synchronisé de sūtras bouddhistes dans ce monastère, attirent de nombreux fidèles pour assister aux services. C'est là l'occasion de se rassembler pour troquer et échanger des objets et de faire les dons au monastère .

## Galerie

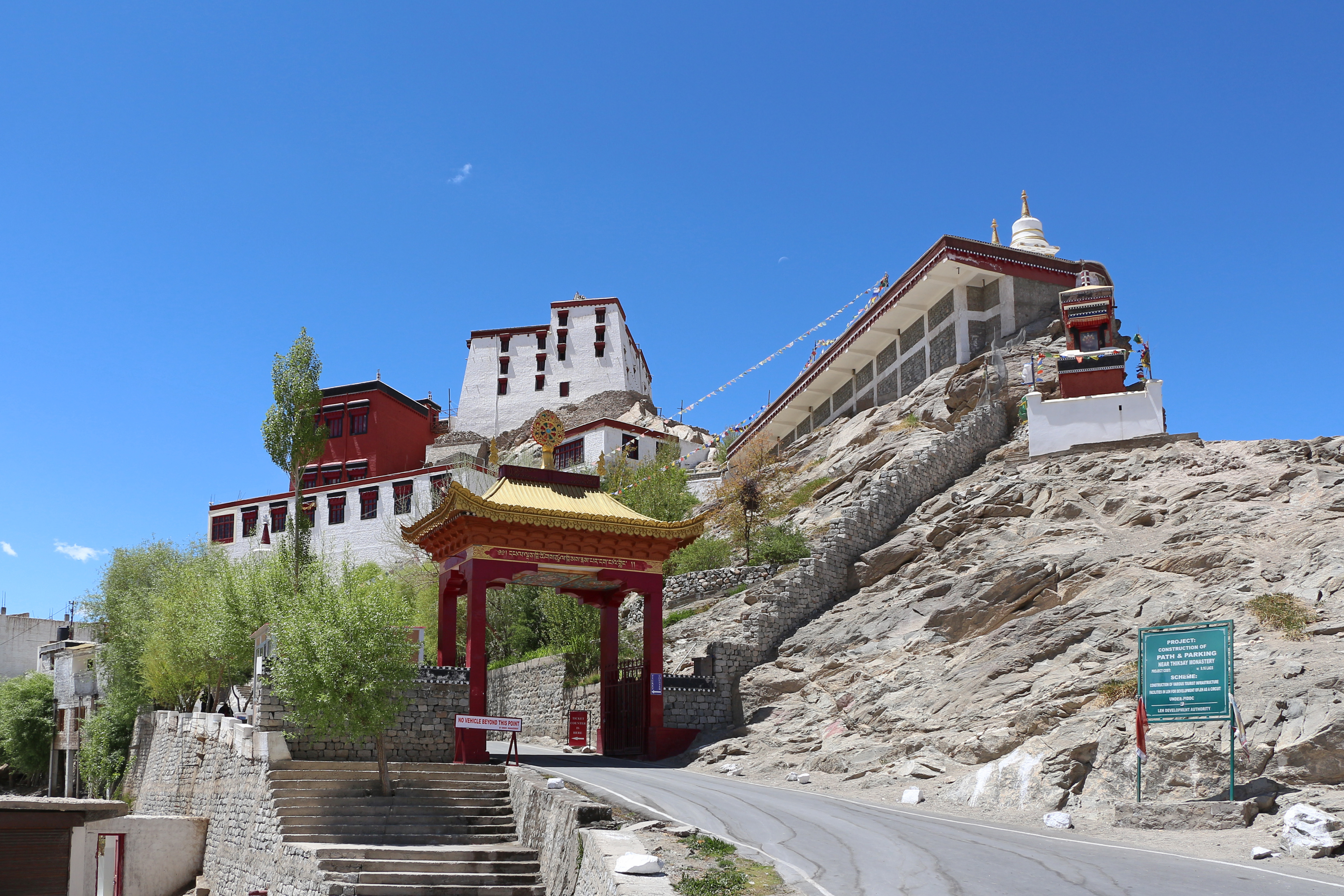
Entrée du monastère
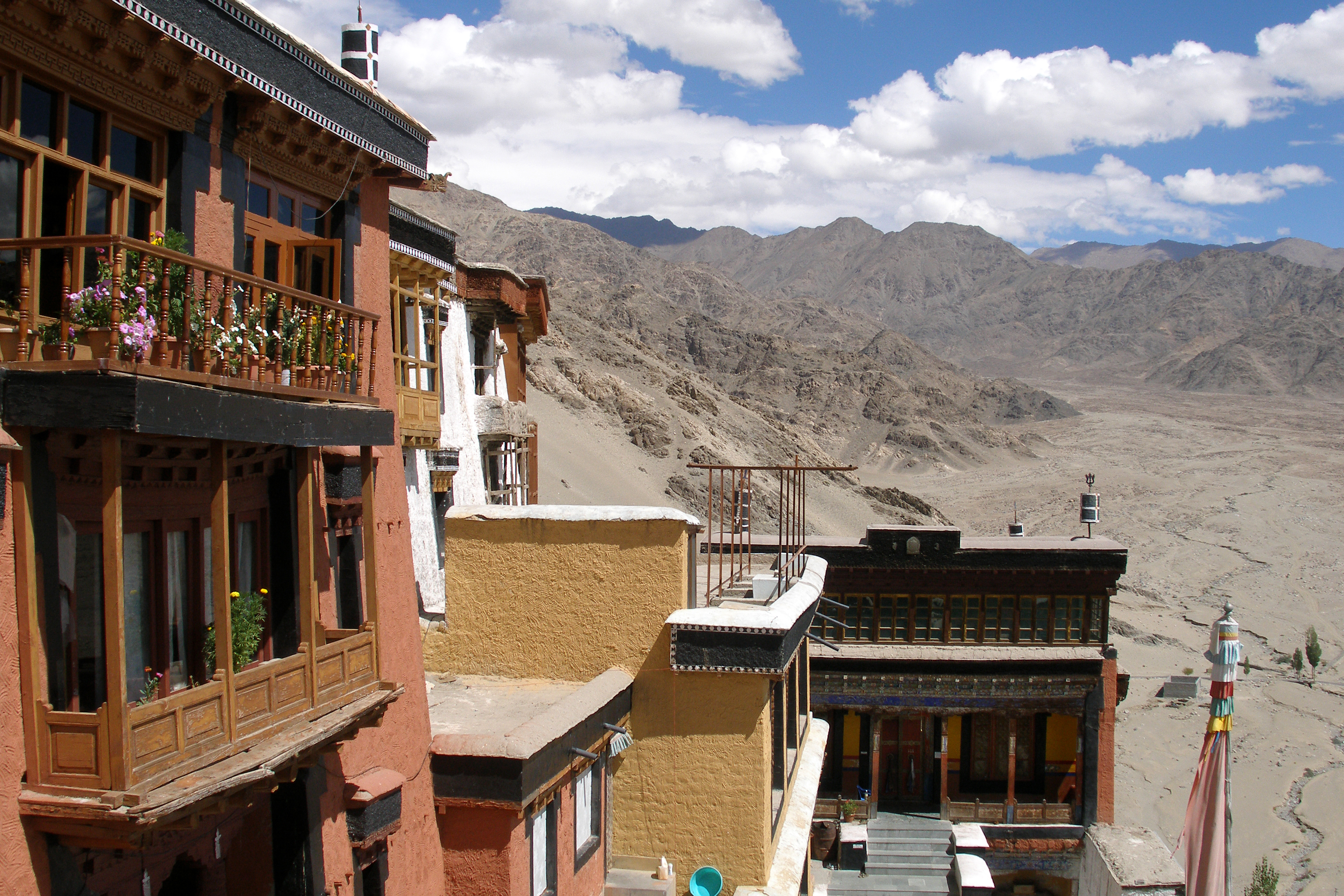
Monastère
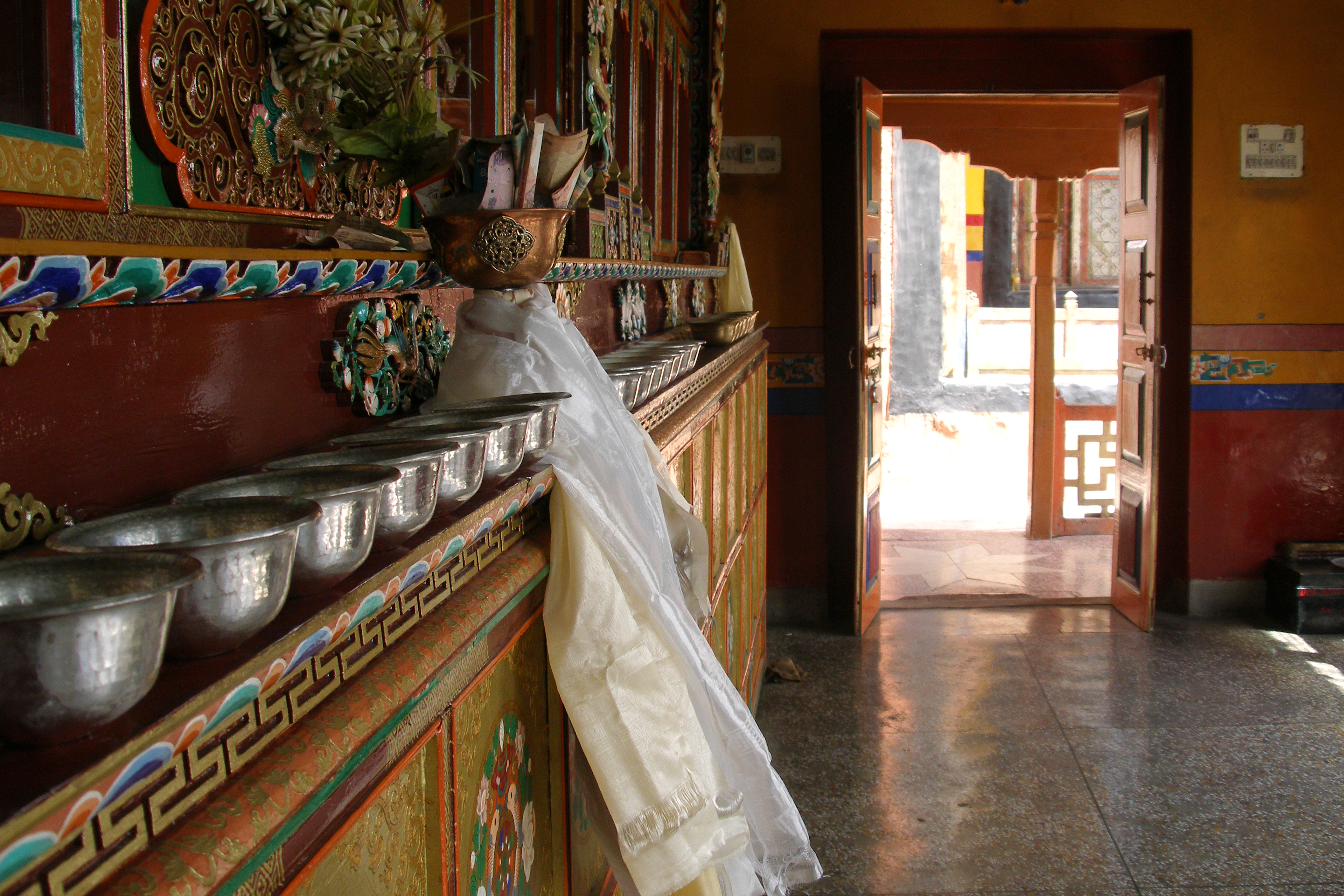
Autel
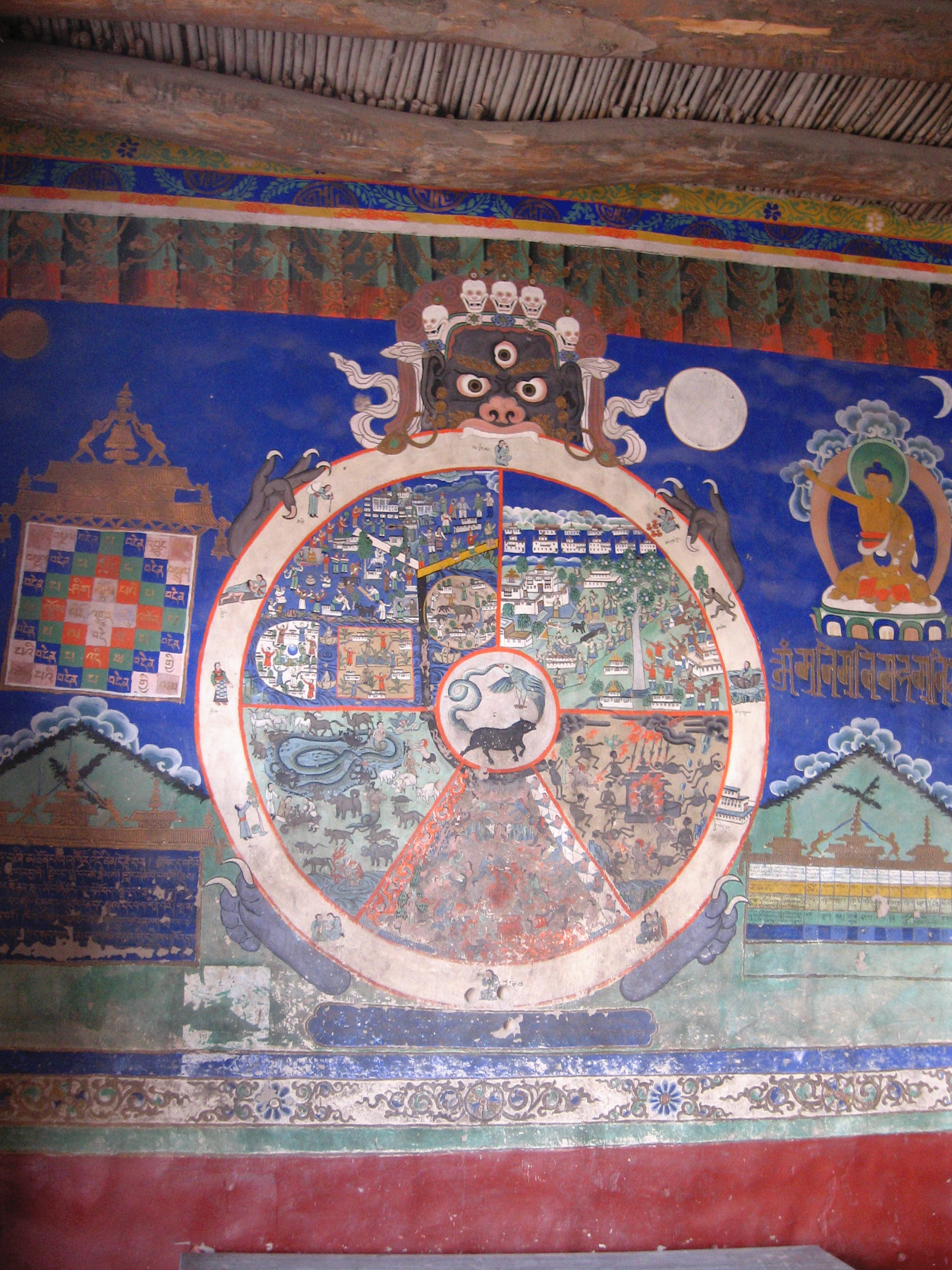
La roue de la vie, Bhavacakra
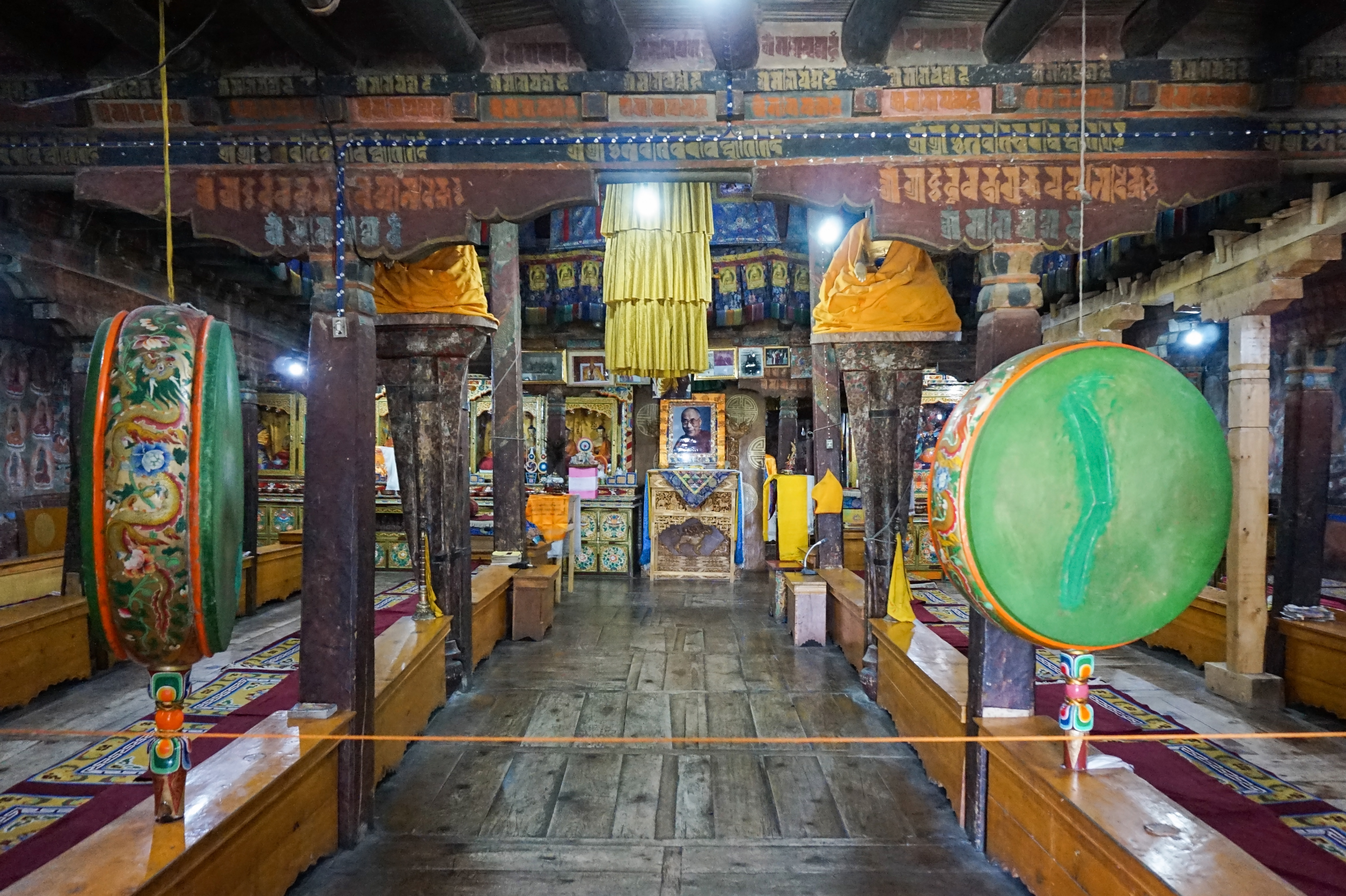
Intérieur du monastère
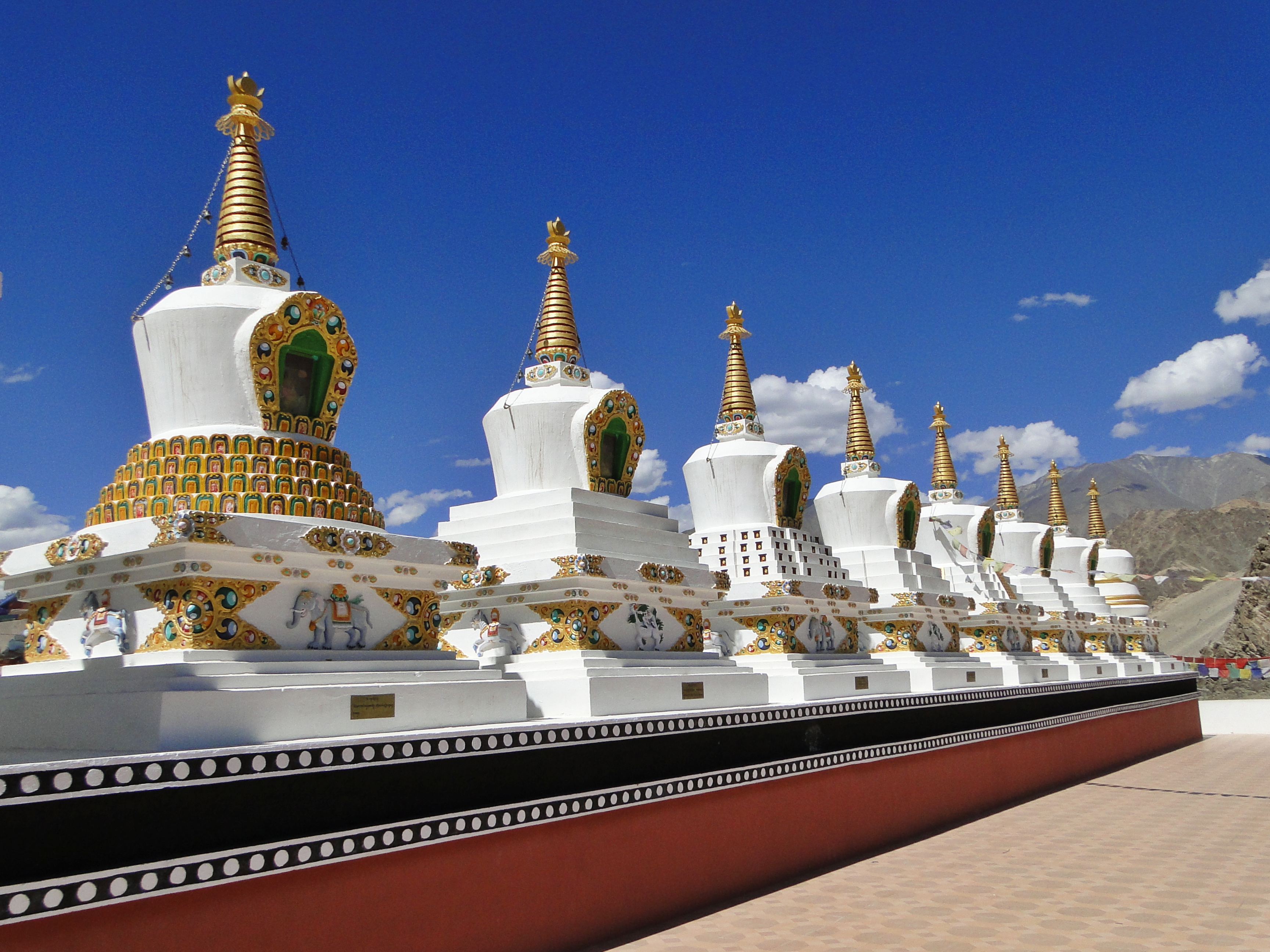
Alignement de Stupas